# Helenactyna vicina
Helenactyna vicina là một loài nhện trong họ Dictynidae.
Loài này thuộc chi Helenactyna. Helenactyna vicina được Pierre L. G. Benoit miêu tả năm 1977.